# Gallio (Olaszország)
Gallio település Olaszországban, Veneto régióban, Vicenza megyében. Lakosainak száma 2345 fő (2023. január 1.). Gallio Asiago, Enego és Foza községekkel határos.

## Népesség
A település népességének változása:
| Lakosok száma | 2390 | 2389 | 2345 |
|               | 2017 | 2018 | 2023 |